# Douffine
Die Douffine ist ein Fluss in Frankreich, der im Département Finistère in der Region Bretagne verläuft. Sie entspringt im Gemeindegebiet von Brasparts, entwässert generell in südwestlicher Richtung durch den Regionalen Naturpark Armorique und mündet nach rund 25 Kilometern unterhalb von Pont-de-Buis-lès-Quimerch als rechter Nebenfluss in die Aulne. Auf den letzten beiden Kilometern ist die Douffine bereits den Gezeiten ausgesetzt und bildet einen kleinen Mündungstrichter.

## Orte am Fluss
(in Fließreihenfolge)
- Brasparts
- Pont-de-Buis-lès-Quimerch